# Stewart Dry Goods
De Stewart Dry Goods Company —ook wel bekend als Stewart Dry Goods of Stewart's — was een regionale warenhuisketen gevestigd in Louisville, Kentucky. Op het hoogtepunt telde de keten zeven winkels in Kentucky en Indiana. De keten opereerde in de latere jaren als een divisie van het in New York gevestigde Associated Dry Goods.
Naast de vlaggenschipwinkel in het centrum van Louisville waren er ook vestigingen van Stewart's te vinden in het grootstedelijk gebied van Louisville, in het Oxmoor Center (later Von Maur), Fayette Mall, Jefferson Mall (later Dillard's), Mall St. Matthews (later Cinemark, Forever 21) en Dixie Manor (later Burlington Coat Factory). De laatste twee waren voorheen winkels van L.S. Ayres, die door Stewart's werden gekocht vanwege juridische problemen die werden vermeld in een gepubliceerde geschiedenis van de Stewart's-keten.
Stewart's bleef tot begin 1986 als aparte naam bestaan, toen het moederbedrijf Associated Dry Goods de winkels fuseerde met L.S. Ayres uit Indianapolis. Later dat jaar werden de meeste voormalige Stewart-winkels verkocht aan Ben Snyder. Een aantal van hun warenhuizen werden in 1987 weer verkocht aan Hess of sloten hun deuren. In 1992 sloot de laatste overgebleven voormalige Stewart's-winkel — de L.S. Ayres-vestiging in Evansville's Washington Square Mall — als gevolg van de fusie van Associated Dry Goods met The May Department Stores Company in St. Louis.
Het gebouw van Stewart's Dry Goods Company op South 4th Street 501 in Louisville staat vermeld als een gebouw van lokaal belang op het nationale register van historische plaatsen. De voorgevel is te zien in een van de openingsscènes van de film Stripes uit 1981, waarin twee tieners uit een taxi springen die bestuurd wordt door acteur Bill Murray zonder te betalen, en een passagier, gespeeld door actrice Fran Ryan, wordt opgepikt.  